# Mont-Dore
Mont-Dore (informalmente Le Mont-Dore) è un comune francese di 1 426 abitanti situato nel dipartimento del Puy-de-Dôme nella regione dell'Alvernia-Rodano-Alpi.

## Le terme
La cittadina è nota soprattutto come stazione termale. I celti e successivamente i romani utilizzavano già le acque dei monti dell'Alvernia per le loro proprietà salutari.
Nel medioevo questa pratica ebbe la tendenza a scomparire, salvo che al Mont-Dore, ove si continuò a curare le affezioni polmonari ed i reumatismi. L'accesso era allora gratuito e i bagni molto frequentati.
Nel XIX secolo il capitalismo nascente cominciò ad interessarsi a questa ricchezza naturale e stazioni termali come La Bourboule ed il Mont-Dore iniziarono a svilupparsi a partire dal 1830; intorno agli stabilimenti termali nacquero così i casinò e gli hotel.
Le acque sono le più silicee di Francia e sono inoltre ricche di gas e di acido carbonico e la loro temperatura è compresa fra i 38 e i 44 °C. Vi si curano l'asma, le affezioni dell'apparato respiratorio ed i reumatismi. Vi si trattano anche le sinusiti ed altre affezioni nasali quali la poliposi naso-sinusale.
Fra le persone celebri che hanno frequentato le acque di Mont-Dore, vi furono, fra gli altri:
Madame de Sévigné, il marchese di Mirabeau (padre del famoso oratore ed uomo politico della rivoluzione francese), George Sand (che seguì una decina di trattamenti verso la fine della propria vita e che nel suo romanzo Jean des Roches scelse come soggetto la stazione di Mont-Dore), Alfred de Musset, Charles Nodier, Honoré de Balzac, Anatole France (che ambientò la sua opera Jocaste nel Mont-Dore e dintorni) Maria di Hohenzollern-Sigmaringen (madre del re dei Belgi Alberto I), Maria di Sassonia-Coburgo-Gotha (regina di Romania), Marcel Proust, Marie Bashkirtseff, Georges Clemenceau, il maresciallo di Francia Jean de Lattre de Tassigny, Paul Bourget, Francine Bloch. Inoltre, due principesse di sangue reale francese soggiornarono a Mont-Dore nei primi anni del XIX secolo: la duchessa d'Angoulême, figlia di Luigi XVI e di Maria Antoinetta, e la duchessa di Berry, nipote del re Carlo X. Queste ultime due possedevano una via nella stazione termale.

## Stazione sciistica

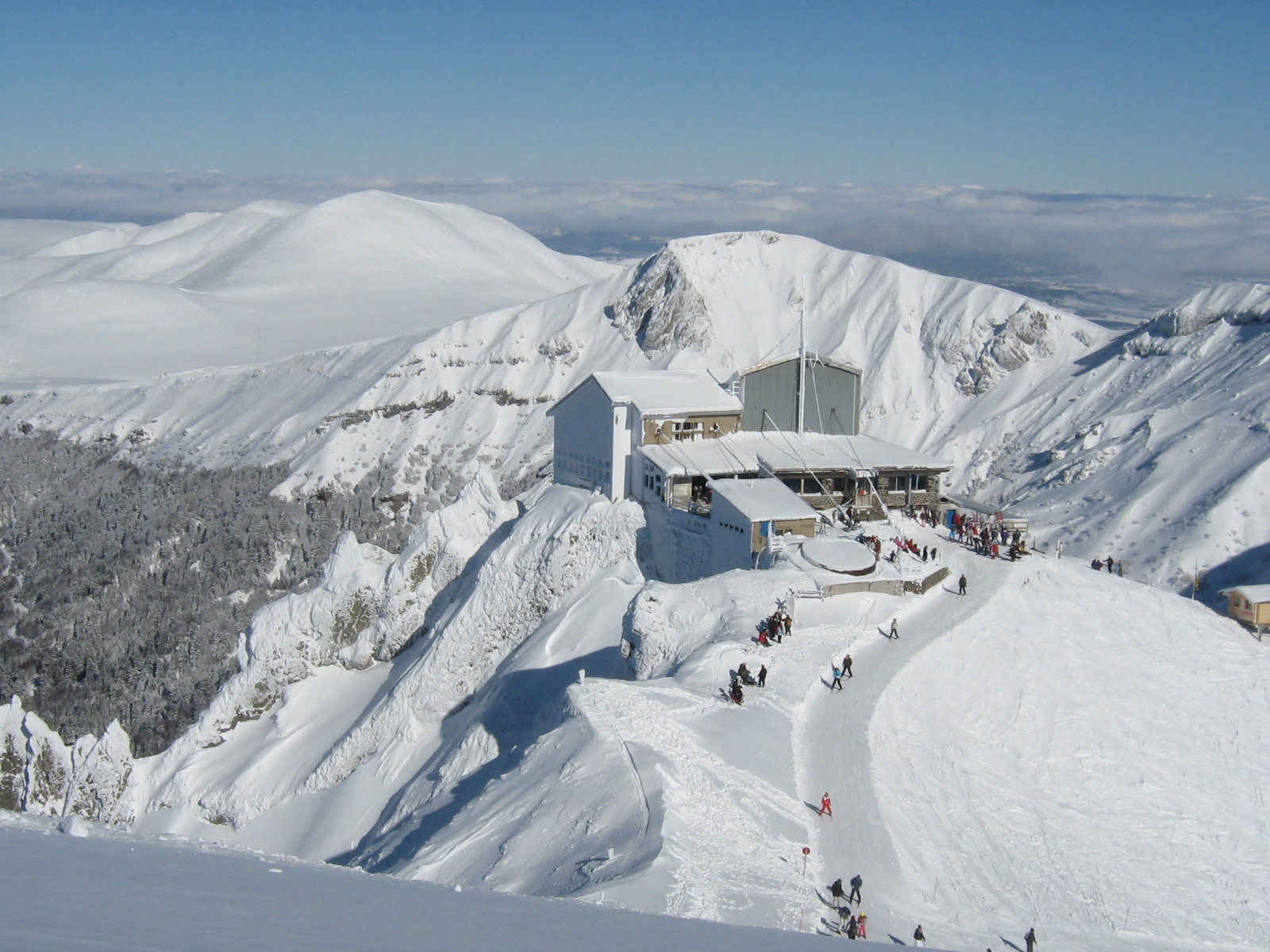
Teleferica di Mont-Dore

La stazione sciistica Mont-Dore si trova sul versante settentrionale del Puy de Sancy . È collegato al comprensorio sciistico Super-Besse sul versante meridionale.
 
La stazione è la terza creata in Francia dopo Chamonix e Megève .

## Società

### Evoluzione demografica
Abitanti censiti